# Koloratursopran
Als Koloratursopran bezeichnet man in der Klassischen Musik eine Sopran-Stimme mit Koloratur-Fähigkeit, das heißt einer besonderen Beweglichkeit vor allem im hohen Register.

## Abstufungen
Innerhalb des Koloraturfaches unterscheidet man nach Größe, Gewicht und Timbre der Stimme folgende Abstufungen:

### Koloratursoubrette bzw. Leichter Koloratursopran
Eine sehr leichte, zarte, sehr agile Stimme mit sehr hohem Tonumfang – von a-f''' und höher –, die fähig ist, schnelle Koloraturen zu singen. Das Timbre ist sehr klar und hell und erinnert an den Klang einer Querflöte. Die Bezeichnung Soprano léger oder Soprano colorature ist in Frankreich, Soprano leggero di coloratura, di agilità in Italien üblich. In Deutschland hat sich der Begriff „Leichter Koloratursopran“ noch nicht in Agenturen und Theatern durchsetzen können. Fachüberschneidungen mit Soubretten und lyrischen Koloratursopranen sind häufig. Je nach Stimmfarbe und Repertoire werden leichte Koloratursoprane in Deutschland deshalb als Soubretten oder lyrische Koloratursoprane gehandelt.

#### Berühmte Koloratursoubretten bzw. leichte Koloratursoprane

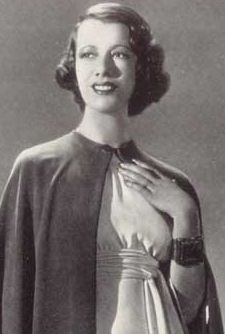
Lily Pons

- Kathleen Battle
- Erna Berger
- Harolyn Blackwell
- Laura Claycomb
- Toti dal Monte
- Natalie Dessay
- Amelita Galli-Curci
- Kathryn Grayson
- Ingeborg Hallstein
- Patricia Janečková
- Sumi Jo
- Mady Mesplé
- Halina Mickiewiczówna
- Roberta Peters
- Lily Pons
- Lucia Popp
- Anna Prohaska
- Mado Robin
- Anneliese Rothenberger
- Bela Rudenko
- Erna Sack
- Rita Streich
- Luciana Serra
- Fanny Tacchinardi-Persiani
- Ruth Welting
- Erika Köth

#### Bekannte Rollen für Koloratursoubretten und leichte Koloratursoprane
- Léo Delibes, Lakmé: Lakmé
- Georg Friedrich Händel, Alcina: Morgana
- Charles Gounod, Mireille: Mireille
- Joseph Haydn, L’anima del filosofo: Genio
- György Ligeti, Le Grand Macabre: Chef der Gepopo
- Jules Massenet, Cendrillon: Die gute Fee
- Giacomo Meyerbeer, Dinorah ou Le pardon de Ploërmel: Dinorah
- Wolfgang Amadeus Mozart, Die Entführung aus dem Serail: Blonde, auch Soubrette
- Wolfgang Amadeus Mozart, Ascanio in Alba: Fauno
- Jacques Offenbach, Hoffmanns Erzählungen: Olympia
- Maurice Ravel, L’enfant et les sortilèges: Das Feuer / Die Prinzessin / Die Nachtigall
- Aribert Reimann, Melusine: Melusine
- Nikolai Rimski-Korsakow, Der goldene Hahn: Königin von Schemacha
- Richard Strauss, Ariadne auf Naxos: Najade, Zerbinetta (auch lyrischer Koloratursopran)
- Richard Strauss, Der Rosenkavalier: Sophie
- Richard Strauss, Arabella: Fiakermilli, Zdenka (auch lyrischer Sopran)
- Johann Strauss (Sohn), Die Fledermaus: Adele, auch Soubrette
- Igor Strawinsky, Die Nachtigall: Nachtigall
- Ambroise Thomas, Mignon: Philine
- Richard Wagner, Siegfried: Waldvöglein

Häufiges Liedrepertoire: Claude Debussy, Léo Delibes, Francis Poulenc, Aribert Reimann, Richard Strauss, Hugo Wolf

### Lyrischer Koloratursopran
Eine leichte, agile Stimme mit einem hohen Tonumfang – von a-f''' –, die zu schnellen Koloraturen fähig, etwas schwerer von der Tessitur und allgemein tragfähiger als eine leichte Koloraturstimme ist. Im Französischen werden sie Soprano lyrique colorature, im Italienischen Soprano lirico di coloratura genannt. Fachüberschneidungen mit Koloratursoubretten, leichten Koloratursopranen und lyrischen Sopranen sind möglich, und einige Rollen für dramatischen Koloratursopran werden heute auch von lyrischen Koloratursopranen gesungen (z. B. Lucia di Lammermoor, Violetta Valéry, Cleopatra). Daher werden lyrische Koloratursopranistinnen vielfältig und teilweise auch fachfremd eingesetzt.

#### Berühmte lyrische Koloratursopranistinnen

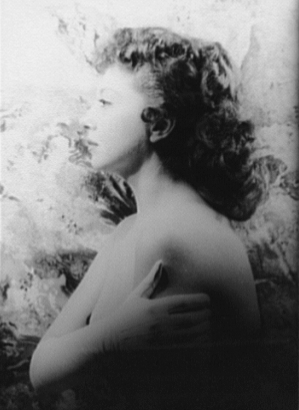
Carl Van Vechten: Beverly Sills, 1956

- Patrizia Ciofi
- Mary Costa
- Ileana Cotrubas
- Daniela Lojarro
- Nellie Melba
- Anna Moffo
- Antonina Neschdanowa
- Lisette Oropesa
- Lina Pagliughi
- Adelina Patti
- Olga Peretyatko
- Roberta Peters
- Renata Scotto
- Luciana Serra
- Dimitra Kotidou
- Emma Shapplin
- Erna Spoorenberg
- Ruth Ann Swenson
- Luisa Tetrazzini
- Violetta Villas
- Shin Youngok
- Ruth Welting
- Awrelija Dobrowolskaja

#### Bekannte Rollen für lyrischen Koloratursopran
- Vincenzo Bellini, I puritani: Elvira
- Vincenzo Bellini, La sonnambula: Amina
- Gaetano Donizetti, Der Liebestrank: Adina
- Gaetano Donizetti, Don Pasquale: Norina
- Gaetano Donizetti, Viva la Mamma Corilla Sartinecchi
- Gaetano Donizetti, Linda di Chamounix: Linda
- Gaetano Donizetti, Lucia di Lammermoor: Lucia (auch dramatischer Koloratursopran)
- Gaetano Donizetti, Die Regimentstochter: Marie
- Charles Gounod, Roméo et Juliette: Juliette
- Georg Friedrich Händel, Orlando: Dorinda
- Fromental Halévy, Die Jüdin: Prinzessin Eudoxia
- Joseph Haydn, Il mondo della luna: Flaminia
- Wolfgang Amadeus Mozart, Idomeneo: Ilia
- Wolfgang Amadeus Mozart, La finta giardiniera: Sandrina
- Wolfgang Amadeus Mozart, Mitridate, re di Ponto: Ismene
- Wolfgang Amadeus Mozart, La finta semplice: Rosina
- Wolfgang Amadeus Mozart, Der Schauspieldirektor: Mme Silberklang, Mme Herz
- Wolfgang Amadeus Mozart, Il re pastore: Elisa
- Wolfgang Amadeus Mozart, Ascanio in Alba: Silvia
- Gioacchino Rossini, Der Barbier von Sevilla: Rosina (eigentlich für Koloratur-Mezzosopran geschrieben, im 20. Jahrhundert jedoch oft zur Koloratursopran-Partie abgewandelt, d. h. die Arie Rosinas ist einen Halbton nach oben transponiert, und einige Stellen werden nach oben gelegt.)
- Richard Strauss, Ariadne auf Naxos: Zerbinetta
- Giuseppe Verdi, Rigoletto: Gilda
- Giuseppe Verdi, La traviata: Violetta Valéry, auch dramatischer Koloratursopran

Häufiges Liedrepertoire: Claude Debussy, Robert Schumann, Franz Schubert, Richard Strauss, Hugo Wolf

### Dramatischer Koloratursopran
Eine schwere, kraftvolle Stimme mit hohem Tonumfang – von a-e3 (selten f3) –, die aber gleichzeitig die Fähigkeit für agile Koloraturen besitzt. Die meisten Partien für diesen Stimmtyp liegen nicht so hoch wie die beiden anderen Arten von Koloratursopran (Ausnahme: Königin der Nacht, für die aber nicht unbedingt eine dramatische Stimme nötig ist). Im Italienischen wird sie als Soprano dramatico di coloratura (bzw. d'agilità), im Französischen als Soprano dramatique colorature bezeichnet. Sie hat eine große, tragfähige Stimme mit Durchschlagskraft, die dramatische Höhepunkte gestalten kann, bewältigt aber ebenso schnelle Koloraturen. Dramatische Koloratursoprane sind allgemein seltener als leichtere Koloraturstimmen. Fachüberschneidungen mit lyrischen Koloratursopranen und dramatischen Sopranen sind möglich. Es muss außerdem betont werden, dass einige Sängerinnen zu dramatischen Effekten in der Lage sind, ohne die echte Fülle eines wirklich dramatischen Stimmmaterials zu besitzen.

#### Berühmte dramatische Koloratursopranistinnen
- Karola Ágai
- June Anderson
- Maria Callas
- Diana Damrau
- Cristina Deutekom
- Mariella Devia
- Mandy Fredrich
- Edita Gruberová
- Lucie Kaňková
- Simone Kermes
- Yvonne Kenny
- Klára Kolonits
- Hellen Kwon
- Michèle Lagrange
- Lilli Lehmann
- Caterina Mancini
- Nelly Miricioiu
- Edda Moser
- Elena Moșuc
- Magda Nádor
- Mária Németh
- Lillian Nordica
- Alexandrina Pendatchanska
- Rosa Ponselle[2]
- Jessica Pratt
- Martile Rowland
- Rita Shane (1936–2014)[3]
- Beverly Sills
- Joan Sutherland
- Márta Szűcs
- Violetta Villas
- Josepha Weber-Hofer-Mayer
- Christine Weidinger
- Virginia Zeani

#### Bekannte Rollen für dramatischen Koloratursopran
- Vincenzo Bellini, Norma: Norma
- Vincenzo Bellini, Il pirata: Imogene
- Alban Berg, Lulu (Oper): Lulu
- Gaetano Donizetti, Anna Bolena: Anna Bolena
- Gaetano Donizetti, Lucia di Lammermoor: Lucia (auch lyrischer Koloratursopran)
- Gaetano Donizetti, Lucrezia Borgia: Lucrezia
- Gaetano Donizetti, Maria Stuarda: Maria Stuarda
- Georg Friedrich Händel, Giulio Cesare: Cleopatra (auch lyrischer Koloratursopran)
- Wolfgang Amadeus Mozart, Die Zauberflöte: Königin der Nacht
- Wolfgang Amadeus Mozart, Die Entführung aus dem Serail: Konstanze
- Wolfgang Amadeus Mozart, La clemenza di Tito: Vitellia
- Wolfgang Amadeus Mozart, Don Giovanni: Donna Anna
- Wolfgang Amadeus Mozart, Così fan tutte: Fiordiligi
- Otto Nicolai, Die lustigen Weiber von Windsor: Frau Fluth
- Gioachino Rossini, Armida: Armida
- Gioachino Rossini, Elisabetta, regina d’Inghilterra: Elisabetta
- Gioachino Rossini, Semiramide: Semiramide
- Giuseppe Verdi, Nabucco: Abigaille
- Giuseppe Verdi, Il trovatore: Leonora
- Giuseppe Verdi, Luisa Miller: Luisa Miller
- Giuseppe Verdi, La traviata: Violetta Valéry
- Bernd Alois Zimmermann, Die Soldaten: Marie
- John Adams, Nixon in China: Chiang Ch'ing

Häufiges Liedrepertoire: Vincenzo Bellini, Johannes Brahms, Wolfgang Rihm, Max Reger, Franz Schubert, Richard Strauss, Hugo Wolf, Giuseppe Verdi

## Belege
1. ↑  aus Aribert Reimann: Kinderlieder op. 15, Nr. IV., Schott Verlag
2. ↑  Rosa Ponselle in der Encyclopædia Britannica
3. ↑  Vivian Schweitzer: Rita Shane, a Met Soprano Known for Range and Intensity, Dies at 78. Nachruf in The New York Times vom 12. Oktober 2014 (englisch).